# Alejandro Alpízar
Alejandro Alpízar Delgado (San José, 14 de junio de 1979) es un ex futbolista costarricense. Juega de delantero y su último equipo fue el equipo FC Moravia.
Se  caracterizó por su gran habilidad con el balón a pesar de no tener mucha velocidad, siempre le puso un muy buen ritmo a los contragolpes, destacó también por su buen tiro de media distancia y haciendo buenos goles de tiros libres.

## Selección nacional
Ha sido internacional con la Selección de fútbol de Costa Rica. Incidentalmente, integró la selección de fútbol sala que participó en la Copa Mundial de 2000 realizada en Guatemala.
Alpízar fue parte del proceso clasificatorio rumbo a la Copa Mundial de Sudáfrica 2010, donde el equipo nacional resultó eliminado en el repechaje.

### Participaciones en Copas Internacionales
| Copa                                | Sede           | Resultado        |
| ----------------------------------- | -------------- | ---------------- |
| Copa Mundial de Fútbol Sala de 2000 | Guatemala      | Primera ronda    |
| Copa de Oro 2007                    | Estados Unidos | Cuartos de final |
| Copa Mundial de Fútbol de 2010      | Sudáfrica      | Fase de grupos   |

## Clubes
| Club                       | País       | Año         |
| -------------------------- | ---------- | ----------- |
| Liga Deportiva Alajuelense | Costa Rica | 1999 - 2000 |
| UCR Fútbol Club            | Costa Rica | 2000 - 2001 |
| Pérez Zeledón              | Costa Rica | 2001 - 2002 |
| Liga Deportiva Alajuelense | Costa Rica | 2002 - 2006 |
| Deportivo Saprissa         | Costa Rica | 2006 - 2009 |
| Municipal Liberia          | Costa Rica | 2009 - 2010 |
| Liga Deportiva Alajuelense | Costa Rica | 2010 - 2012 |
| Xelajú MC                  | Guatemala  | 2012        |
| Liga Deportiva Alajuelense | Costa Rica | 2013- 2014  |
| Pérez Zeledón              | Costa Rica | 2014        |
| Uruguay de Coronado        | Costa Rica | 2015 - 2016 |
| AD Carmelita               | Costa Rica | 2016        |
| Uruguay de Coronado        | Costa Rica | 2017        |
| Desamparados Fútbol Club   | Costa Rica | 2017        |
| Escazuceña                 | Costa Rica | 2018        |
| FC Moravia                 | Costa Rica | 2018 - 2020 |

## Palmarés

### Campeonatos nacionales
| Título                 | Club                       | País       | Año  |
| ---------------------- | -------------------------- | ---------- | ---- |
| Primera División       | Liga Deportiva Alajuelense | Costa Rica | 2000 |
| Primera División       | Liga Deportiva Alajuelense | Costa Rica | 2003 |
| Primera División       | Liga Deportiva Alajuelense | Costa Rica | 2005 |
| Primera División       | Deportivo Saprissa         | Costa Rica | 2007 |
| Campeonato de Invierno | Deportivo Saprissa         | Costa Rica | 2007 |
| Campeonato de Verano   | Deportivo Saprissa         | Costa Rica | 2008 |
| Campeonato de Invierno | Deportivo Saprissa         | Costa Rica | 2008 |
| Campeonato de Invierno | Liga Deportiva Alajuelense | Costa Rica | 2010 |
| Campeonato de Verano   | Liga Deportiva Alajuelense | Costa Rica | 2011 |
| Campeonato de Invierno | Liga Deportiva Alajuelense | Costa Rica | 2011 |
| Campeonato de Invierno | Liga Deportiva Alajuelense | Costa Rica | 2013 |

### Campeonatos internacionales
| Título                  | Club                       | País       | Año  |
| ----------------------- | -------------------------- | ---------- | ---- |
| Copa Interclubes Uncaf  | Liga Deportiva Alajuelense | Costa Rica | 2002 |
| Copa Centroamericana    | Selección de Costa Rica    | Panamá     | 2003 |
| Liga Campeones Concacaf | Liga Deportiva Alajuelense | Costa Rica | 2004 |
| Copa Interclubes Uncaf  | Liga Deportiva Alajuelense | Costa Rica | 2005 |